# Museo de Arte Colonial de La Habana
El Museo de Arte Colonial de La Habana se encuentra ubicado en la antigua Casa Bayona o Palacio de los Condes, frente a la Plaza de la Catedral, en el barrio de La Habana Vieja. Su edificación es una de las más antiguas de La Habana que aún se conserva, datada de 1720, cuya característica es la arquitectura de estilo sencillo, de dos plantas y remate de tejas criollas. Tras diversos usos, desde 1969 aloja el museo dedicado al arte colonial con vajillas, muebles, objetos, obras pictóricas de los siglos XVIII y XIX.
La construcción es la más antigua todavía existente en La Habana, y se encuentra protegida como parte del nombramiento de La Habana Vieja como Patrimonio de la Humanidad por la Unesco. 

## Historia
La casa fue construida en 1720 por orden de Luis Chacón, en ese entonces Gobernador de Cuba, que pasó a habitarla recién en 1726. El nombre con el que se conocería posteriormente a la casa proviene del nieto de Chacón, José de Bayona y Chacón, quien fue el primer miembro de la familia en ostentar el título nobiliario de Conde de Casa Bayona. La propiedad posteriormente al fallecimiento del conde de Bayona y su cóyuge debería haber pasado a manos de la Orden de los Dominicos —ya había tenido un breve uso religioso por parte de la Compañía de Jesús— a través de un legado, pero una disputa judicial terminó manteniendo la propiedad en manos de los descendientes del conde de Bayona.
Inicialmente construida como casa familiar por orden del Gobernador de Cuba y Capitán General, Luis Chacón, el inmueble albergó diversas instituciones como el Real Colegio de Escribanos de La Habana —cuyo mobiliario aún conserva—, la redacción del periódico La Discusión y la sede de la licorería Arechabala. Durante algunos años se difundió de manera errónea, dada su ubicación frente a la Catedral de La Habana, que la propiedad habría albergado la sede de la Inquisición en Cuba.
La propiedad, con su facahada de piedra sencilla conchífera, pórtico de caballeriza, balcones de forja y de madera, consta de nueve salas que van circunvalando un patio central, las cuales en la actualidad ocho intentan mostrar cómo era la vida en la época colonial de La Habana, a través de su mobiliario, vajillas, elementos decorativos, entre otros objetos —entre ellos un quitrín—, la mayoría de ellos de origen español y de los siglo XVIII y XIX. Su artesonado fue construido en madera preciosa.
La propiedad tuvo diversas reformas, la última de ella en 1931 para el Colegio de Escribanos, a cargo del arquitecto Enrique Gil Castellanos, con modificaciones mínimas para adaptarla a sus nuevos usos respetando su estilo, introduciendo ciertas modernidades. En aquella restauración, se introdujo en una esquina de la fachada una imagen de una virgen bajo una cornisa, aún visible. Sin embargo, para su inauguración como museo fue sometida a un proceso de restauración para devolverle su antiguo aspecto en 1969. El museo se encuentra bajo la dirección de la Oficina del Historiador dependiente del Departamento de Historia del Arte y Conservación y Restauración del Patrimonio de la Universidad de La Habana.